# Heinrich Gottfried Philipp Gengler
Heinrich Gottfried Philipp Gengler, född 25 juli 1817 i Bamberg, död 28 november 1901 i Erlangen, var en tysk jurist.
Gengler studerade vid universiteten i Würzburg och Heidelberg. Han tilldelades doktorstiteln 1842 i Erlangen, där han 1843 blev privatdocent, 1847 extra ordinarie och 1851 ordinarie professor i tysk rätt. 
Bland hans skrifter märks Lehrbuch des deutschen Privatrechts (två band, 1854-62), Germanische Rechtsdenkmäler (1875) och Beiträge zur Rechtsgeschichte Bayerns (fyra häften, 1889-94). Han utgav även en edition av "Schwabenspiegel" (1853, andra upplagan 1875).